# Tequila (groupe)
Pour les articles homonymes, voir Tequila (homonymie).
Tequila est un groupe de rock argentino-espagnol, originaire de Madrid. Il est formé en 1976 par les musiciens Ariel Rot (guitare), Alejo Stivel (chant), Julián Infante (guitare), Felipe Lipe (basse) et Manolo Iglesias (batterie) et est l'un des groupes de pop rock les plus populaires des premières années de la démocratie en Espagne.

## Histoire
L'origine du groupe remonte à 1976 lorsque Alejo Stivel et Ariel Rot arrivent à Madrid fuyant la répression du gouvernement militaire établi en Argentine, qui a censuré de nombreux musiciens de rock et de pop argentins, dans une période qui s'étend sur les années 1976 et 1982.
L'un des soirs où les deux musiciens argentins font leur entrée dans la vie nocturne madrilène, sur la scène du club New M&M, ils rencontrent le Spoonful Blues Band, un groupe de rock aux influences méridionales formé par Julián Infante (guitare), Felipe Lipe (basse) et José Antonio « El Oso » Alonso (batterie). Rot et Stivel sont impressionnés par eux et proposent de les rejoindre dans l'idée de créer un groupe plus important, mais faute de salle et d'équipement musical, ils abandonnent l'idée initiale. Quatre mois plus tard, lorsque le Spoonful Blues Band n'a plus de guitariste, Felipe Lipe propose le poste de guitariste à Ariel Rot, qui rejoint immédiatement le groupe. Quelque temps plus tard, Alejo rejoint également le groupe en tant que chanteur, car Ariel était responsable du chant ainsi que de la guitare sans être lui-même chanteur. Pendant ces premières années, et pour la plus grande partie de l'histoire du groupe, Tequila a continué à répéter dans une salle de la rue Arturo Soria.
Après quatre albums, ils se séparent en 1982, entre autres à cause des divergences d'opinion constantes entre leurs membres.
En 2008, les survivants du groupe, à l'exception de Felipe Gutiérrez (plus connu sous le nom de F. Lipe) qui a refusé de partir en tournée, se sont réunis sous le nom de Tequila, signant quatre autres musiciens : Josu García, Mac Hernández, Daniel Griffin et Mauro Mietta. Le label Sony-BMG a sorti un album et un DVD de leurs anciennes prestations télévisées. En 2018, Rot et Stivel se retrouvent pour une tournée d'adieu et pour enregistrer une nouvelle chanson pour le film Superlópez. La tournée a été publiée en DVD. En 2020, Tequila fait ses adieux avec ses six dernières dates à Bilbao, Barcelone, Valence, Pampelune, Séville et Madrid. La date de la dernière soirée de Tequila est fixée au 23 septembre 2021, après avoir reporté le concert de mars au Wizink Center de Madrid en raison de la pandémie de Covid-19.

## Origines et influences
Tequila est apparu avant la movida madrileña, à la fin du franquisme, apportant un rock influencé par des artistes comme Chuck Berry et surtout The Rolling Stones ainsi que des groupes de rock argentins, sonnant très différemment des groupes de rock urbano, alors prédominants sur la scène nationale. Des titres comme Salta (qui a été joué pour la première fois dans le célèbre jeu télévisé Un, dos, tres. .. responda otra vez), Quiero besarte ou Rock and Roll en la plaza del pueblo, ont propulsé les cinq membres de Tequila vers la célébrité.

## Membres
- Alejo Stivel — voix principale, composition (1976-1983, 2008-2009, 2018-2020)
- Ariel Rot — guitare, composition, chœurs (1976-1983, 2008-2009, 2018-2020)
- Julián Infante —  guitariste, composition, chœurs (1976-1983)
- Felipe Lipe — basse (1976-1982, 2008)
- Manolo Iglesias — batterie (1976-1982)
- Alex de la Nuez — basse (1983)

## Discographie

### Albums studio
Le groupe a sorti quatre albums. Ils ont travaillé sur un cinquième album qui n'est jamais sorti, mais certaines chansons comme Me estás atrapando otra vez ont été incluses dans des œuvres ultérieures de Los Rodríguez.
- 1978 : Matrícula de honor
- 1979 : Rock and roll
- 1980 : Viva! Tequila!
- 1981 : Confidencial

### Album live
- 2019 : Adiós Tequila! En vivo

### Compilations
- 1982 : Éxitos
- 1990 : Tequila
- 1999 : Tequila Forever
- 2001 : Salta!!!
- 2001 : Lo Mejor de la edad de oro del pop español
- 2008 : Vuelve Tequila